# Milán-San Remo 1994
La Milán-San Remo 1994 fue la edición número 85 de esta clásica ciclista de primavera, disputada el 19 de marzo sobre 294 km, en la que ganó el italiano Giorgio Furlan, que se impuso en solitario en la meta de Sanremo. 

## Clasificación final
| Posición | Ciclista           | Equipo                              | Tiempo     |
| -------- | ------------------ | ----------------------------------- | ---------- |
| 1        | Giorgio Furlan     | Gewiss-Ballan                       | 7h 25' 37" |
| 2        | Mario Cipollini    | Mercatone Uno-Medeghini-Juvenes Smr | + 20"      |
| 3        | Adriano Baffi      | Mercatone Uno-Medeghini-Juvenes Smr | m. t.      |
| 4        | Stefano Zanini     | Navigare-Blue Storm                 | m. t.      |
| 5        | Kai Hundertmarck   | Motorola-Merckx                     | m. t.      |
| 6        | Fabio Baldato      | GB-MG Maglificio                    | m. t.      |
| 7        | Ángel Edo          | Kelme-Avianca                       | m. t.      |
| 8        | Fabiano Fontanelli | ZG Mobili-Selle Italia              | m. t.      |
| 9        | Andrei Tchmil      | Lotto-Vetta-Caloi                   | m. t.      |
| 10       | Laurent Jalabert   | ONCE                                | m. t.      |